# Rainer Garden
Rainer Garden (* 26. Mai 1951 in Gera) ist ein deutscher Musiker und Entertainer.

## Leben
Rainer Garden wurde 1951 im thüringischen Gera geboren. Von 1967 bis 1969 absolvierte er eine Ausbildung zum Maschinenbauer. Danach arbeitete er bei der SDAG Wismut untertage als Reparaturschlosser.
Neben seiner beruflichen Tätigkeit nahm er privat klassischen Gesangsunterricht. 1973 zog er nach Berlin um, wo er an der Hochschule für Musik „Hanns Eisler“ Gitarre und Gesang studierte. 1976 schloss er sein Studium ab und war seither als Gesangssolist tätig. Es folgten zahlreiche Auftritte in der DDR und Ländern wie Kuba, der ČSSR, den USA, Polen, der Mongolei und Bulgarien.
Im Fernsehen trat er unter anderem in Sendungen wie Ein Kessel Buntes, Bong, dem Schlagerstudio oder Musik für Sie auf.
Aus der Ehe mit der Fernsehansagerin Antje Garden ging eine Tochter hervor. 1993 starb Antje Garden bei einem Autounfall in Dresden. Nach diesem Schicksalsschlag zog sich Rainer Garden vorerst von der Bühne zurück. 1998 erschien mit Hier will ich bleiben wieder eine Single. 1999 erschien sein erstes Soloalbum Country Garden, mit dem er sich musikalisch der Country-Musik zuwandte. Seit dem Jahr 2007 tritt Garden auch wieder auf und veröffentlichte weitere Singles.
Im Herbst 2011 veröffentlichte Rainer Garden die EP Weihnachtsfrieden mit fünf Weihnachtsliedern. 2012 trat er in der Talent-Show The Winner Is … auf.

## Diskografie (Auswahl)
Album
- 1999: Country Garden (G&A Music)

Singles und EPs
- 1990: Komm wir fliegen in die Nacht (Ariola / BMG)
- 1998: Hier will ich bleiben (Megaphon)
- 2007: Wo ist der Stern? (Perl)
- 2007: Viel zu wenig Zeit (Perl)
- 2011: Weihnachtsfrieden (Perl)